# Дама пик (фильм)
«Да́ма пик» — российский музыкальный криминально-драматический триллер режиссёра Павла Лунгина, снятый по мотивам повести «Пиковая дама» Александра Пушкина и одноимённой оперы Петра Чайковского. События фильма разворачиваются в наши дни на фоне постановки «Пиковой дамы» Чайковского в одном из оперных театров. Главные роли исполняют Иван Янковский и Ксения Раппопорт; оперные арии актёров исполнены профессиональными солистами «Большого театра». 
В России фильм вышел в прокат 17 ноября 2016 года. Лауреат двух премий «Золотой орёл» (2017): за «Лучшую мужскую роль в кино» (Иван Янковский) и «Лучшую работу художника по гриму». Четырёхкратный номинант на премию «Ника» (2017).

## Сюжет
Оперная дива Софья Майер после долгих лет эмиграции возвращается в Россию. Певица намерена поставить «Пиковую даму» Чайковского на сцене, где когда-то дебютировала. Партию графини Майер намерена спеть сама, на партию Германа она приглашает художественного руководителя театра Всеволода Головина, несмотря на его почтенный возраст, а партию Лизы отдаёт своей племяннице Лизе, которую когда-то назвали именно в честь героини оперы Чайковского. Андрей, молодой человек Лизы и певец той же оперной труппы, также мечтает о славе и деньгах, однако ему ни одна роль в новой постановке не достаётся. Сам он уверен, что может спеть партию Германа лучше всех. Через Лизу он попадает в гости к Майер, которая остановилась у своего старого друга и спонсора Олега. Андрей поёт для Майер, но та не даёт ему никакого ответа.
Вечером, когда Олег и Софья с Лизой куда-то уезжают, Андрей преследует их и попадает в подпольное казино Олега. Он узнаёт, что Софья — азартный игрок, и проиграла почти всё своё состояние, заложив свой дом в Париже. Андрей тоже хочет играть, и на следующий день снимает все свои сбережения, 47 тысяч долларов, и, как и Герман, играет в игру фараон, поставив на тройку. Он выигрывает. С Лизой, которая не понимает азарта Андрея, у него наступает размолвка.
У Головина заболевает горло, и он не может петь на репетиции. Его подменяет Андрей, пение которого впечатляет Майер. Она приходит домой к Андрею, и они становятся любовниками. С Головиным Майер договаривается, что петь Германа будет Андрей, но Софья как член жюри престижной премии устроит так, что театр Головина получит золотую статуэтку, которой у Головина ещё не было. Андрей снова делает ставку в казино, на этот раз на семёрку, и снова выигрывает. Он хочет поставить в третий раз и выиграть миллион, но для этого ему нужно занять более трёхсот тысяч долларов. Он обращается к кавказскому криминальному авторитету Давиду, дяде своего друга Гагика. Тот готов дать в долг Андрею, если в случае проигрыша он станет рабом Давида.
Лиза приходит к Андрею и застаёт у него Софью, понимая, что они стали любовниками. На репетиции Лиза отказывается петь свою партию, однако, когда партию начинает Софья, Лиза возвращается и допевает её, показывая не хватавшую ей до этого страсть и силу голоса.
Незадолго до премьеры Софья в тайне от Олега обналичивает свой последний чек и зачем-то встречается с Давидом. Андрей волнуется, что не сможет выиграть деньги до премьеры, однако в день премьеры ему передают нужные ему для ставки 300 тысяч долларов. Андрей уходит с репетиции в казино и делает ставку на туза, однако проигрывает: вместо туза налево легла дама пик. Он возвращается в театр, начинается спектакль, который проходит триумфально. В перерыве Андрей в гримёрной рассказывает Софье о проигрыше и просит помочь ему, однако она говорит, что у неё больше нет денег. Андрей душит Софью, не обращая внимание на её слова о том, что он играл на её деньги. Допев последнюю арию, Андрей разбивает бокал и острым краем режет себе шею. Софья приходит в себя и вместе с Лизой принимает овации восторженной публики.
Андрея спасают, однако он теряет голос. Поскольку теперь он находится в рабстве у Давида, его приводят в подвал, где проходят ставки на русскую рулетку. После трёх выстрелов Андрей остаётся жив, а его противник погибает. Деньги, которые заработаны на ставках, Давид неожиданно отдаёт появившейся Софье, которая затем уезжает. Андрей вспоминает, что начал принадлежать Софье ещё с детства, когда впервые услышал её голос по радио.

## В ролях
- Ксения Раппопорт — Софья Майер (вокал — Агунда Кулаева)
- Иван Янковский — Андрей (вокал — Арсений Яковлев)
- Мария Курденевич — Лиза (вокал — Ирина Чурилова)
- Игорь Миркурбанов — Олег, инвестор оперы и владелец казино
- Давид Роинишвили — Давид Георгиевич, дядя Гагика, криминальный авторитет
- Владимир Симонов — Всеволод Головин, художественный руководитель театра
- Беник Аракелян — Гагик, приятель Андрея
- Наталья Коляканова — Эльвира
- Алексей Колган — Степан
- Дмитрий Куличков — Алексей
- Евгений Зеленский — Баглай
- Роман Колотухин — солдат

Солисты на сцене:
- Максим Пастер — Чекалинский
- Олег Цыбулько — Нарумов
- Андрей Яковцев — Елецкий
- Сергей Радченко — Чаплицкий

## Отзывы
Ряд кинокритиков сравнивал и сопоставлял «Даму пик» с фильмом «Чёрный лебедь» Даррена Аронофски.

## Награды и номинации
В марте 2017 года «Дама пик» была выдвинута на премию «Ника» в четырёх номинациях, в том числе в номинации «Лучший игровой фильм».
Фильм также получил четыре номинации на премию «Золотой орёл» за 2017 год и был отмечен двумя статуэтками: за лучшую мужскую роль в кино и лучшую работу художника по гриму и пластическим спецэффектам.
Награды
| Год  | Награда        | Номинация                                                    | Награждённый   |
| ---- | -------------- | ------------------------------------------------------------ | -------------- |
| 2017 | «Золотой орёл» | Лучшая мужская роль в кино                                   | Иван Янковский |
| 2017 | «Золотой орёл» | Лучшая работа художника по гриму и пластическим спецэффектам | Елена Фомичёва |

- 2017 — приз за лучшую женскую роль на XXV кинофестивале «Виват кино России!» в Санкт-Петербурге[7] — Ксения Раппопорт

Номинации
| Год  | Награда        | Номинация                           | Номинированный      |
| ---- | -------------- | ----------------------------------- | ------------------- |
| 2017 | «Золотой орёл» | Лучшая женская роль в кино          | Ксения Раппопорт    |
| 2017 | «Золотой орёл» | Лучший монтаж фильма                | Каролина Мачиевская |
| 2017 | «Ника»         | Лучший игровой фильм                |                     |
| 2017 | «Ника»         | Лучшая женская роль                 | Ксения Раппопорт    |
| 2017 | «Ника»         | Лучшая работа художника             | Павел Пархоменко    |
| 2017 | «Ника»         | Лучшая работа художника по костюмам | Екатерина Дыминская |

#### Интервью
- Александр Нечаев. Павел Лунгин о своей «Даме пик», которая выходит на экраны. Российская газета (14 ноября 2016). Дата обращения: 10 февраля 2017.

#### Рецензии
- Иванов Б. А.. Рецензия на фильм «Дама пик». Film.ru (10 ноября 2016). Дата обращения: 1 февраля 2017.
- Сухагузов Максим. «Дама пик» Павла Лунгина: неоновый Герман. Афиша (17 ноября 2016). Дата обращения: 1 февраля 2017.
- Трофименков М. С. Операуполномоченные // Коммерсантъ-Власть. — 21 ноября 2016. — № 45 (1201). — С. 36.
- Фолин Александр. Рецензия: «Дама Пик» Павла Лунгина. The Hollywood Reporter (16 ноября 2016). Дата обращения: 1 февраля 2017.